# Gruffydd ap Owain
Gruffydd ab Owain (mort en 935) corégent du  Glywysing dans le Pays de Galles avec son frère 
Cadwgan. 

## Contexte
Fils de Owain ap Hywel, il contrôle l'ouest du Glywysing soit la péninsule de Gower pendant que leur autre frère Morgan Hen règne sur le Gwent. Sa mort « tué par les Hommes de Ceredigion » est relevée dans le  Brut y Tywysogion en 933.  Selon la reconstitution des dates de Phillimore, l'entrée doit se placer en AD 935 et son adversaire était Hywel le Bon. Son frère Cadwgan semble ensuite avoir régné seul sur le Glywysing jusqu'à sa mort vers 951.